# Popke Stegenga Azn.
Popke Stegenga Azn., voluit Popke Stegenga Aneszoon (Koudum, 4 augustus 1882 - Ermelo, 7 januari 1953) was een Nederlands theoloog en predikant.

## Levensloop
Stegenga Azn. werd geboren in Koudum, als zoon van een veehouder. Na zijn theologiestudie was hij aanvankelijk hervormd predikant te Garderen (1908) en Zwartsluis (1910-1915), daarna evangelisch-luthers predikant te Deventer (1915) en Amsterdam (1917-1946). Van 1936 tot 1946 was hij kerkelijk hoogleraar te Amsterdam.
Stegenga Azn. is ook schrijver van een groot aantal theologische boeken waaronder In de gordel van de Strijder genoemd moet worden. Ook heeft hij reisverslagen van zijn reizen naar het toenmalige Palestina geschreven.

## Intreepreek Garderen
De intreepreek die ds. Stegenga te Garderen heeft gehouden op 6 september 1908, is uitgegeven in een brochure van twintig pagina’s, met als titel De taak van den evangelieprediker. Het is een uitgave van F.J. de Nooij, Korenstraat, Apeldoorn. Ds. Stegenga schrijft in het voorwoord: De uitgever verzocht mij aangezien vele vrienden in Apeldoorn wenschten te weten wat ik gesproken had bij mijn ambtsaanvaarding alhier, die toespraak door den druk openbaar te mogen maken. Ik voldoe aan dit verzoek alleen om aan bovengenoemden wensch tegemoet te komen. Geenszins zie men dus in dezen druk een blijk van bijzonder met mijn werk ingenomen te zijn. Te zeer ben ik er van doordrongen dat dit woord gebrekkig is, waar ik een onderwerp behandelde, waarin zoveel is dat men kan qualifuceeren als – boven alle woord. Toch, ik heb het biddende opgesteld, en God kan er misschien ook nu nog een zegen in leggen. Laat ik langs dezen weg allen vrienden in Apeldoorn en omstreken hartelijk danken voor de vele blijken van waardering die ik van hen gedurende de laatste weken ondervond en hen hartelijk ‘vaarwel’ toeroepen met het verzoek: Gedenkt mij en mijn werk in den gebede. P. Stegenga Azn. Garderen, 10 september 1908.